# St. Marien (Brandlecht)

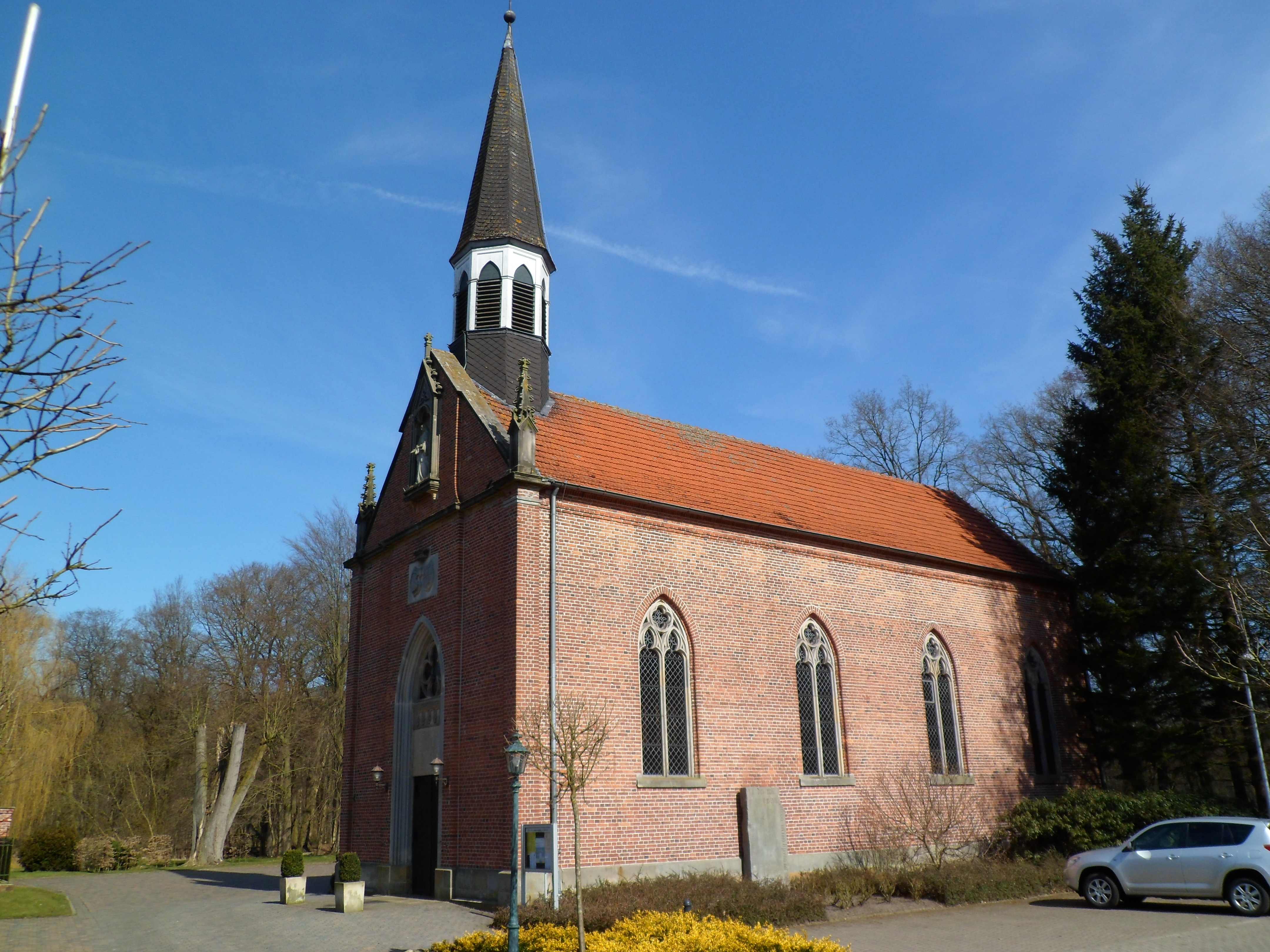
Brandlecht, St. Marien

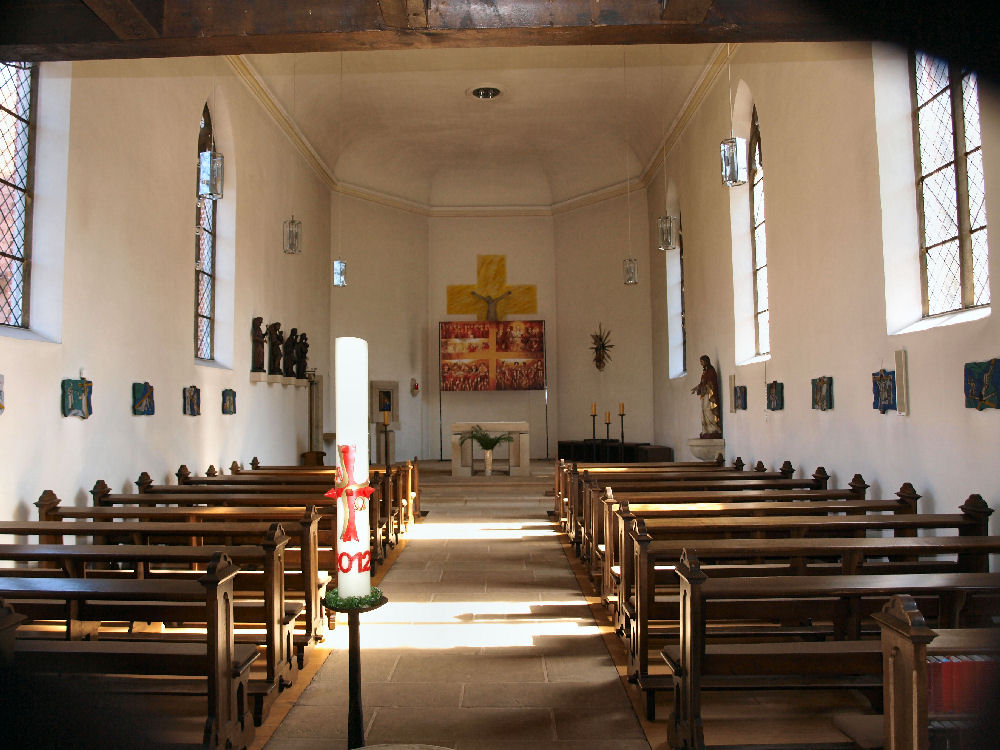
Innenansicht

Die römisch-katholische Filialkirche St. Marien steht im Gut Brandlecht in der Gemarkung Brandlecht im Landkreis Grafschaft Bentheim von Niedersachsen. Sie gehört zur Pfarrei St. Augustinus in Nordhorn im Dekanat Grafschaft Bentheim des Bistums Osnabrück.

## Beschreibung
Bereits 1313 wurde eine Kirche in Brandlecht erwähnt. Der Grundstein für die heutige neugotische Saalkirche aus Backsteinen wurde am 8. Juni 1857 gelegt, ihre Weihe erfolgte am 11. November 1859. Eigentümer der Kirche und des Gutes Brandlecht sind die Grafen  Droste zu Vischering. Das mit einem Satteldach bedeckte Kirchenschiff hat vier Joche und einen dreiseitigen Abschluss im Osten. Die beiden Längsseiten haben je vier zweibahnige Maßwerkfenster. Über dem Portal in der Fassade im Westen befindet sich eine spitzbogige Lünette mit Maßwerk, darüber sind zwei Wappen angebracht. Im Giebel steht eine Statue von Maria in einer Wandnische. An den Seiten sind Fialen. Bekrönt wird der Giebel mit einem schiefergedeckte Dachreiter, in dem sich eine Kirchenglocke befindet, die 1838 von Petit & Gebr. Edelbrock gegossen wurde. 
Die Kirchenausstattung, wie das alte Taufbecken oder die geschnitzten Statuen von Maria mit dem Jesuskind, Josef mit dem Jesuskind, Franz von Assisi mit dem Antoniuskreuz und Antonius von Padua mit dem Jesuskind stammen aus dem 18. Jahrhundert.